# Synagoga w Żyżmorach
Synagoga w Żyżmorach (lit. Žiežmarių sinagoga) – żydowska bóżnica znajdująca się w Żyżmorach koło Koszedarów. 
Bóżnica jest drewnianym jednokondygnacyjnym budynkiem. W 2018 roku synagoga została odnowiona na zewnątrz.